# Дивна качка
Дивна качка (англ. Queer Duck) — американський художній фільм режисера Ксета Файнбера.

## Опис
Інтернет-мультсеріал «Дивне Каченя» про пригоди селезня-гомосексуала з'явився наприкінці 2000 року на мульт-порталі Icebox.com, і ось — дістався таки до повноцінного виходу на відео. Герої мультсеріалу — бойфренд Каченя, крокодил на ім'я Відверто-голубий (Openly Gator), Бі Полярний Ведмідь (Bi Polar Bear) і очеретяний кіт Оскар Вайлд-кет (Oskar Wildcat) — говорять голосами відомих американських і британських акторів-гомосексуалів, підроблених пародистами.

## Ролі озвучуюють
- Джей.М.Джей. Буллок
- Джекі Гоффман
- Кевін Майкл Річардсон
- Біллі Вест
- Естелль Гарріс
- Марк Гемілл
- Девід Духовни

## Україномовне озвучення
Україномовне багатоголосе озвучення створено для телеканалу Новий канал.